# Pitou (artiste)
Pour les articles homonymes, voir Pitou.
Pitou est une auteure-compositrice et interprète néerlandaise, née à Amsterdam.

## Biographie
Pitou apprend la musique dans un chœur classique de renommée, depuis ses neuf ans jusqu'à ses seize ans. Elle chanta notamment au baptême de Catharina-Amalia, la Princesse des Pays-Bas, chantant la passion selon saint Matthieu de Bach.
Ses influences vont du classiques, aux musiques du monde, car avec sa sœur et ses parents, elle voyage dans des pays tels que l'Inde et le Cameroun. Elle entre en contact avec la variété et le rock seulement à la fin de son adolescence.
Sa musique oscille entre folk et pop, qu'elle accompagne à la guitare, avec les harmonies vocales de ses choristes (Roos Meijer et Louise Lindskov principalement) ou acapella. 
Elle se fait remarquer grâce à son morceau Problems.
Sous le label Mink Records, elle enregistre son premier album, qui paraît en 2016, avec le mini album Pitou en référence à son nom de scène, puis sort un second album en 2018 I fall asleep so fast après lequel elle part en tournée en Europe et au Royaume Uni avec son groupe.
Elle reprend le classique Clair de Lune de Debussy avec en chœur notamment, le chanteur Tamino, dont le frère Ramy, réalisa le clip (tout comme Be delicate). Ils sont fréquemment programmés sur les mêmes festivals,. Par la suite elle fait plusieurs de ses premières parties, notamment le 23 avril 2018 à De Roma à Anvers, ainsi qu'à l'Olympia le 19 novembre 2019.  
Elle a lance également le projet d'improvisation Lost Lines, une collaboration avecFrank Wienk (Binkbeats) et Mischa Porte (son batteur), des improvisations basées sur les lignes inutilisées d'auteurs néerlandais et belges connus.

## Réception critique
Le magazine Clash la décrit élogieusement : « Rising Dutch star Pitou is absolutely sensational, layering harmonies with her two backing singers that one can only soak up and applaud ». Tout comme Europavox :
« Sometimes, the best music is created from the barest of elements. A stark beauty, shorn of embellishments and tricks, where one’s voice, one’s instrument, and one’s words are left to stand on their own, to carry all the emotion, nuance, and meaning. Not many are capable of such simplicity, but rising Dutch artist Pitou is; just a few haunting notes are enough to convince that she’s a star in waiting, possessor of a rare voice and extraordinary songcraft ».

## Discographie

### Album studio

#### 2016 (mini album)

##### Titres
1. Decay
2. Cut a Hole
3. His Song
4. Lay This Woman
5. Fool
6. Walls
7. Debt of a Lover

#### 2018:I fall asleep so fast

##### Titres
1. Cabin
2. Give Me A Glass
3. I Fall Asleep So Fast
4. Be Delicate
5. Problems
6. A Moment Alone
7. Stay